# Іллічов Іван Іванович
Іллічов Іван Іванович (14 серпня 1905, село Наволоки Калузького повіту — 2 вересня 1983, Москва) — радянський розвідник і дипломат, генерал-лейтенант (1943).

## Ранні роки
Народився в селянській родині. Після дворічного навчання в калузькому «вище-початковому училищі» в 1919 році поступив на роботу учнем столяра електромеханічних майстерень ШМ СВЖД в Калузі, де пропрацював до 1924 року, після чого був обраний відповідальним секретарем осередку ВЛКСМ.
У 1924–1929 роках на комсомольській роботі в Калузькій і Смоленській областях. У 1925 році був обраний відповідальним секретарем місцевого комітета. Вступив у ВКП(б) в тому ж році. З травня 1926 року працював головою економічного відділу районного комітету ВЛКСМ (виписка з автобіографії від 23/VI-1926г.).

## В РККА, ГРУ
У 1929 році переведений в РСЧА, політичний робітник. Вчився у Військово-політичній академії імені Толмачова в Ленінграді, закінчив її в 1938 році. На останньому курсі був виключений з партії, але після постанови ЦК ВКП (б) про перегини відновлений.
З травня 1938 року начальник політичного відділу Розвідувального управління РККА. З серпня 1942 по липень 1945 роки начальник Головного розвідувального управління Народному комісаріаті оборони СРСР.

## ВМіністерстві закордонних справ
У 1948 р. перейшов на роботу в центральний апарат Міністерства закордонних справ СРСР.
У 1949–1952 рр. — заступник політичного радника Радянської контрольної комісії в Німеччині. У 1952–1953 рр. очолював дипломатичну місію в НДР.
У 1953–1956 рр. — верховний комісар, Посол СРСР в Австрії (з 13.06.1953 по 31.03.1956).
У 1956 р. — завідувач відділом Скандинавських країн, в 1956-66 рр. — 3-м Європейським відділом МЗС СРСР.
У 1966–1968 рр. — посол в Данії.
З 1968 р. працював в центральному апараті МЗС, в 1975 р. вийшов у відставку.

## Нагороди
- Орден Леніна
- Орден Жовтневої Революції
- Орден Червоного Прапора
- Орден Кутузова I-го ст
- Орден Вітчизняної Війни I-го ст
- 2 Ордени Трудового Червоного Прапора
- 2 Ордени Червоної Зірки